# Gran Premio del Sur

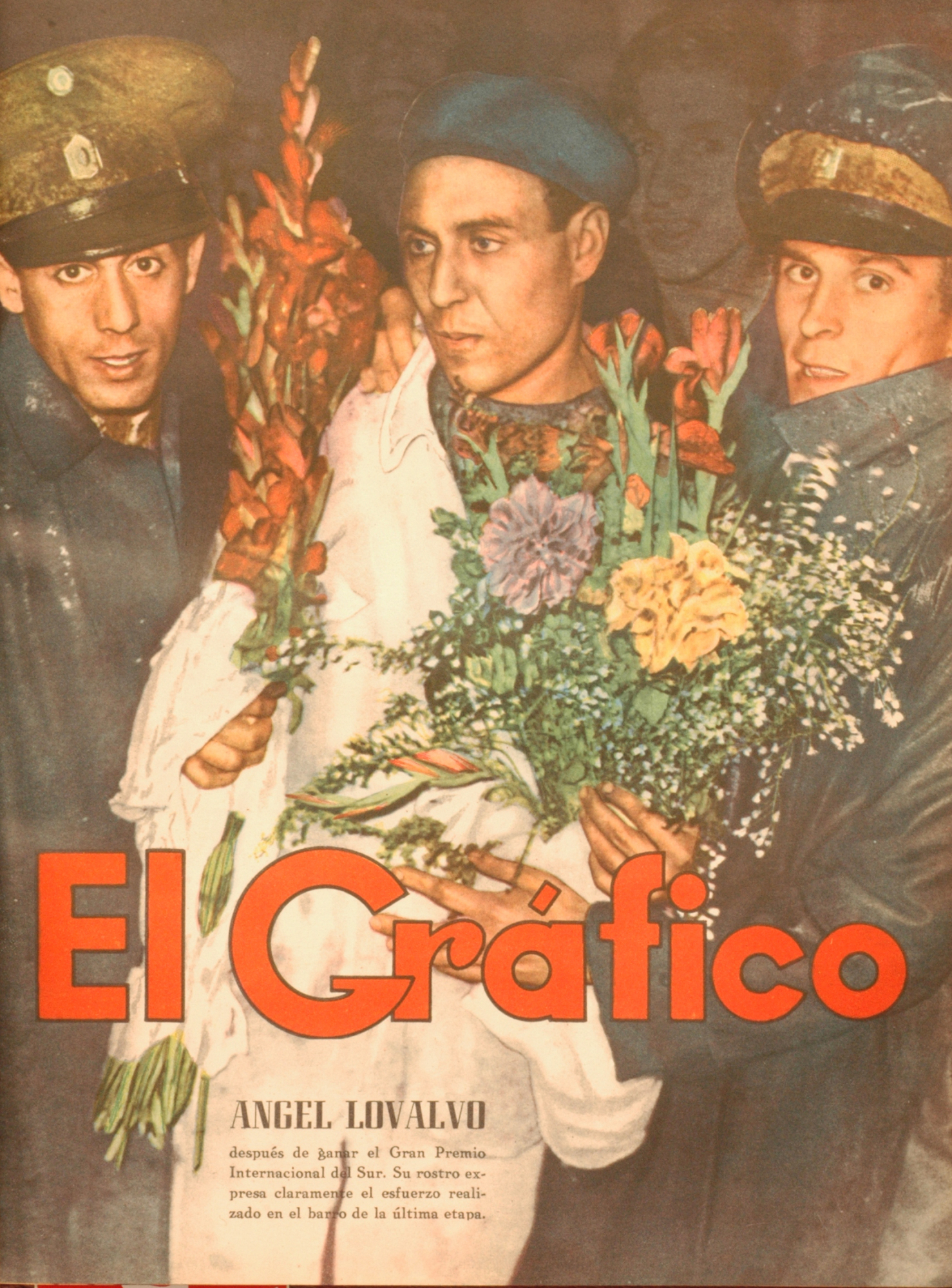
Ángel Lo Valvo luego de ganar el Gran Premio del Sur en 1939, tal cual lo mostró la revista El Gráfico del 14 de abril de 1939.

El Gran Premio del Sur fue una competencia de automovilismo celebrada tres veces entre 1938 y 1942, en caminos públicos del sur de Argentina y Chile.
Esta competencia, que se disputó con automóviles de Turismo Carretera, fue creada como complemento del Gran Premio que anualmente organizaba el Automóvil Club Argentino y que generalmente se desarrollaba en caminos del norte del país.
En todas las ocasiones, la carrera fue puntuable por el Campeonato Argentino de la especialidad, aunque en 1942 el mismo fue suspendido con apenas dos fechas cumplidas, debido al estallido de la Segunda Guerra Mundial.

## Ganadores

### Por año
| Año         | N.º*          | Categoría     | Recorrido | Distancia (km)   | Piloto y Acompañantes                    | Automóvil     | Media (Km/h)  |
| ----------- | ------------- | ------------- | --- | ---------------- | ---------------------------------------- | ------------- | ------------- |
| 1938        | XXI*          | TC            | Buenos Aires Santa Rosa Esquel Comodoro Rivadavia Río Gallegos Bahía Blanca Mar del Plata La Plata                                                          | 6224 (9 etapas)  | Héctor Suppici Sedes José Miguel Brausse | Ford V8       | 90,436        |
| 1939        | XXIII*        | TC            | Buenos Aires Santa Rosa Mendoza Santiago Temuco Neuquén Esquel Comodoro Rivadavia Tandil Mar del Plata La Plata                                             | 7212 (11 etapas) | Ángel Lo Valvo Antonio Spampinato        | Ford V8       | 80,856        |
| 1940 - 1941 | No se disputó | No se disputó | No se disputó | No se disputó    | No se disputó                            | No se disputó | No se disputó |
| 1942        | *             | TC            | Mercedes General Pico Río Colorado Zapala Cañadón León Puerto San Julián El Calafate Río Gallegos Punta Arenas Puerto Deseado Las Heras Viedma Bahía Blanca | 7193 (10 etapas) | Esteban Fernandino Pedro Quiña           | Ford V8       | 91,097        |

- *Ninguna edición llevó numeración oficial, pero las ediciones de 1938 y 1939 fueron incluidas en el conteo oficial de ediciones del Gran Premio realizado por el ACA en 1951. No así la de 1942, que no fue organizada por el ACA.